# Machaerium allemanii
Machaerium allemanii är en ärtväxtart som beskrevs av George Bentham. Machaerium allemanii ingår i släktet Machaerium och familjen ärtväxter.

## Underarter
Arten delas in i följande underarter:
- M. a. allemanii
- M. a. latifolium